# اچ‌ام‌اس اچ۲۱
اچ‌ام‌اس اچ۲۱ (به انگلیسی: HMS H21) یک زیردریایی بود که طول آن ۱۷۱ فوت ۰ اینچ (۵۲٫۱۲ متر) بود. این زیردریایی در سال ۱۹۱۷ ساخته شد.